# Prophezei

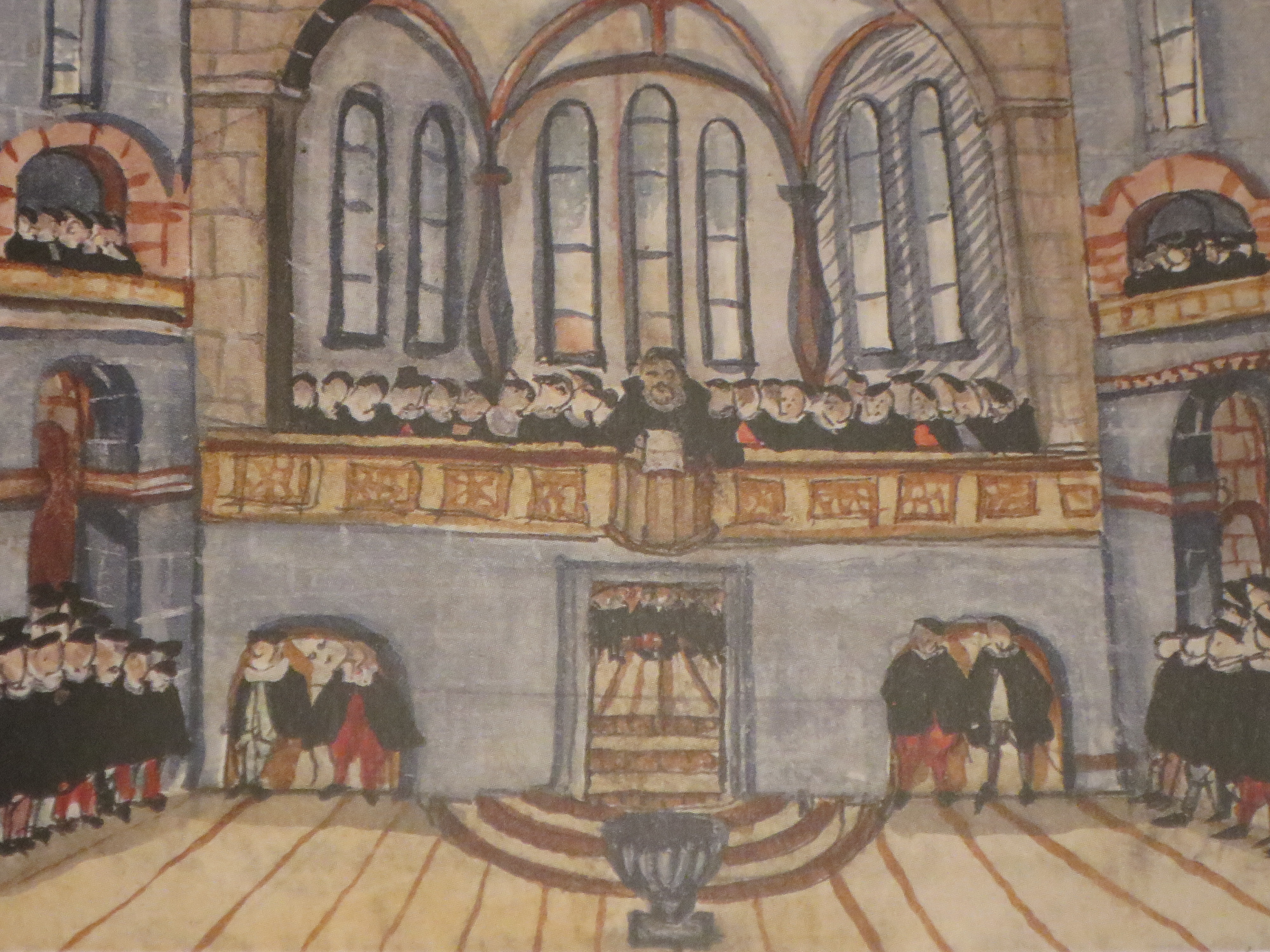
Kanzellettner des Grossmünsters, im dahinterliegenden Chorraum fanden die Lektionen der Prophezei statt (Reformationschronik Heinrich Bullingers, Abschrift von 1606)

Die Prophezei oder (in zeitgenössischer Schreibweise) Prophezey war eine von Huldrych Zwingli gegründete theologische Lehranstalt in Zürich, die seit 1525 die Bücher des Alten Testaments in hebräischer, griechischer und lateinischer Sprache behandelte und deren Vorlesungen öffentlich waren. Die Prophezei leistete wesentliche Vorarbeiten für die Zürcher Bibel von 1531, wobei der Anteil Zwinglis an diesem Gemeinschaftswerk unterschiedlich eingeschätzt wird. Nach Zwinglis Tod organisierte Heinrich Bullinger die Prophezei 1532 neu.
Die Prophezei war als Bildungseinrichtung in mehrfacher Hinsicht innovativ: Ihre Vorlesungen waren öffentlich zugänglich, ihre Dozenten bildeten eine Lehr- und Arbeitsgemeinschaft, und sie setzte Standards für die Sprach- und Bibelkenntnisse, die evangelische Geistliche erwerben bzw. im Sinne eines lebenslangen Lernens vertiefen sollten.

## Name
Zwingli bezeichnete das Auslegen der Bibel mit Bezug auf 1 Kor 14,29  als «Prophezeien». Wer in der evangelischen Kirche predigte, war laut Zwingli ein «Prophet», weil er einerseits das Evangelium verkündete, andererseits ein Wächteramt gegenüber der Gesellschaft wahrnahm. Die besondere Bedeutung des Alten Testaments begründete Zwingli damit, dass auch die im Neuen Testament erwähnten urchristlichen Propheten das Alte Testament auslegten, da es zu ihrer Zeit ein kanonisiertes Neues Testament noch gar nicht gab. Traudel Himmighöfer vermutet in dieser Hochschätzung des Alten Testaments auch eine Spitze Zwinglis gegen die in Zürich konkurrierende Täuferbewegung. Das täuferische Bibelstudium bevorzugte das Neue Testament, wozu Hebräischkenntnisse nicht nötig waren. Dass Zwingli den öffentlichen Lehrbetrieb (lectiones publicae) am Zürcher Grossmünster selbst als «Prophezei» bezeichnet hätte, ist nicht dokumentiert, er sprach von «lectiones» oder «lezgen». Erst in den 1530er Jahren setzte sich die Bezeichnung «Prophezei» hierfür durch und wurde 1535 in der Zürcher Kirchenordnung auch offiziell verwendet.

## Vorgeschichte

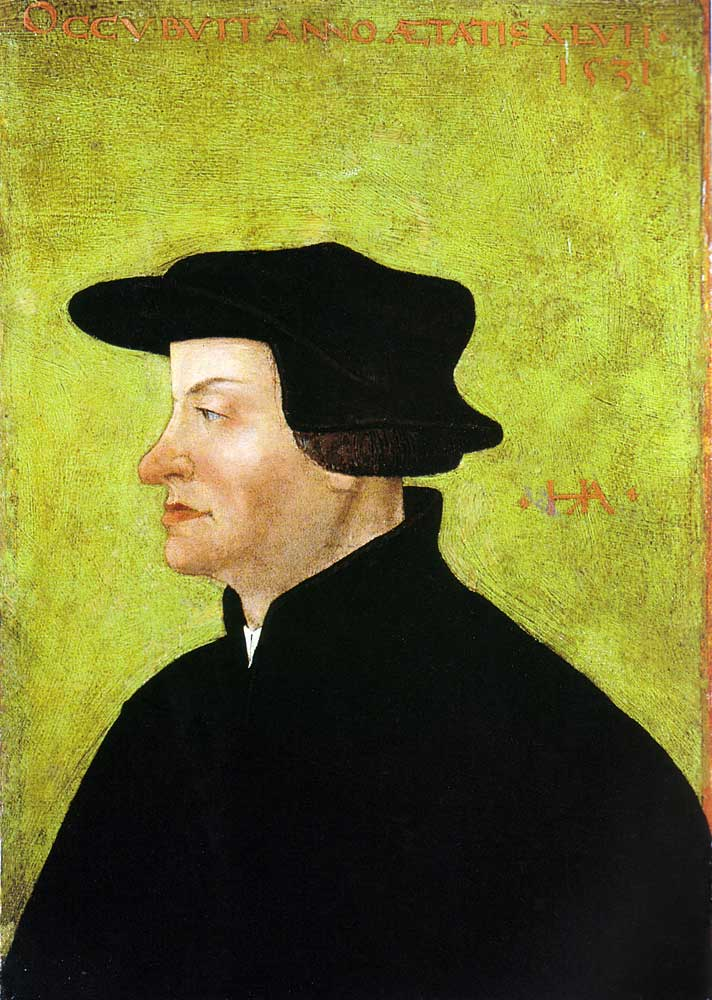
Postumes Porträt Zwinglis (Hans Asper, nach 1531, Kunst Museum Winterthur – Beim Stadthaus)

Erasmus von Rotterdam hatte 1518 in Löwen eine unabhängige Bildungseinrichtung zum Studium der biblischen Sprachen neben der Universität gegründet, das Collegium Trilingue. Huldrych Zwingli strebte die Gründung eines vergleichbaren Sprachenkollegs in Zürich an. Das Chorherrenstift am Grossmünster sollte nicht wie die Fraumünsterabtei aufgelöst, sondern in eine Bildungseinrichtung umgewandelt werden. Ein Mandat des Zürcher Rats wandelte am 29. September 1523 Stiftsherrenpfründen in Gehälter für gelehrte Männer um, die täglich (ausser freitags und sonntags) öffentliche, für jedermann zugängliche Vorlesungen über die Bibel halten sollten, je eine Stunde über den hebräischen, den griechischen und den lateinischen Bibeltext. Da der Rat aber den Zürcher Stiftsgeistlichen, Chorherren und Kaplänen ihre Pfründen auf Lebenszeit garantierte und die Zahl der Chorherren von 24 auf 18 reduziert werden sollte, musste man noch einige Zeit warten, bis durch Todesfälle Pfründen frei wurden, die mit Lehrkräften neu besetzt werden konnten. Felix Manz und Konrad Grebel, zwei hebräisch- und griechischkundige Humanisten, drängten auf ein schnelleres Vorgehen; dass Zwingli dem nicht nachgab, trug möglicherweise zu ihrer Entfremdung von dem Kreis um Zwingli bei. Manz und Grebel waren Mitgründer der Täuferbewegung. Für ihre Gruppe war charakteristisch, dass man sich in Privathäusern zum Bibelstudium traf, was der Zürcher Rat zu unterbinden trachtete. Die Gründung der Prophezei ist somit auch als Gegenentwurf zum täuferischen Bibelkreis zu sehen.
Am 3. April 1525 starb der entschieden altgläubige Chorherr Johann Niessli, und Zwingli wurde auf seine Stelle gewählt. Damit hatte er unter anderem als Schulherr (Scholasticus) auch die Aufsicht über die Zürcher Lateinschule, konnte Lehrer einstellen und Lehrpläne entwerfen. Zwingli ergriff Massnahmen, die zur Gründung der Prophezei hinführten: Im April erhielt der junge Griechisch- und Hebräischkenner Jakob Ceporin eine Stiftsherrenpfründe am Grossmünster. In der obersten Klasse der Zürcher Lateinschule fanden regelmässige exegetische Übungen statt.

## Vorlesungsbetrieb zu Lebzeiten Zwinglis
Als die Prophezei am 19. Juni 1525 offiziell gegründet wurde, war sie als Scharnier zwischen Lateinschule und Universität gedacht; sie sollte ein Theologiestudium nicht ersetzen, sondern darauf vorbereiten. Eine Hochschulgründung in Zürich war damit nicht beabsichtigt.
Die primäre Aufgabe in den ersten Jahren ihres Bestehens war aber nicht die Nachwuchsförderung, sondern die Weiterbildung (bzw. «Umerziehung») der bereits amtierenden Geistlichen, die nur liturgische Kenntnisse hatten, so dass sie im reformierten Sinn die Bibel auslegen konnten. Die Zürcher Stadtpfarrer wurden deshalb zum Besuch der Prophezei verpflichtet. Sie versammelten sich an jedem Wochentag ausser freitags (dann war Markt) morgens um 7 Uhr im Sommer bzw. 8 Uhr im Winter mit den auch zur Anwesenheit verpflichteten Lateinschülern der obersten Klasse, den Chorherren und etwaigen Interessenten aus Stadt und Land im Chorraum des Grossmünsters. Viele zur Teilnahme verpflichtete Kleriker versuchten sich dem zu entziehen, so dass ihre Anwesenheit kontrolliert werden musste, während Auswärtige eigens nach Zürich reisten, um eine Zeitlang die Bibelarbeit der Prophezei mitzuerleben. Nach einigen Monaten wurden gegen Ende der wissenschaftlichen Debatte die Glocken nochmals geläutet, um den Predigtbeginn zu verkünden, da zuvor die herbeiströmenden Predigtbesucher die Gespräche der Gelehrten gestört hatten.
Damit die Zuhörer der Arbeit der Prophezei mit Gewinn folgen konnten, bot Jakob Ceporin nachmittags, ebenfalls im Chor des Grossmünsters, hebräischen und griechischen Sprachunterricht für die Öffentlichkeit an. Ceporin starb 25-jährig im Dezember 1525, wie man annahm, wegen Arbeitsüberlastung. Zwingli bemühte sich daraufhin, den berühmten Basler Hebraisten Konrad Pellikan an die Prophezei zu holen. Um diesem bessere Arbeitsbedingungen bieten zu können, wurde der Sprachunterricht von der Mitarbeit in der Prophezei entkoppelt. Pellikan trat am 1. März 1526 seine Stelle in der Prophezei an; die Kooperation zwischen ihm und Zwingli prägte fortan den Lehrbetrieb. Unterdessen war eine weitere Chorherrenpfründe frei geworden, die je zur Hälfte an die beiden jungen Humanisten Johann Jakob Ammann und Rudolf Collin vergeben wurde. Sie übernahmen nachmittags den Latein- und den Griechischunterricht, der auch Lektüre antiker Klassiker, Dialektik und Rhetorik enthielt, so dass der Prophezei nun eine Art Artistenfakultät angegliedert war.
Die Bücher des Alten Testaments wurden nach einem Eröffnungsgebet fortlaufend (als lectio continua) durchgearbeitet, stets so, dass zuerst der Text in den Ursprachen Hebräisch oder Aramäisch vorgestellt, ins Lateinische übersetzt, mit der antiken griechischen Version (Septuaginta) verglichen, sodann ausgelegt und das Ergebnis abschliessend von Leo Jud für die Zuhörer ins Deutsche übersetzt wurde. Konrad Pellikan war der Fachmann für den hebräischen bzw. aramäischen Text, Zwingli für die Septuaginta. Da Pellikan sich auf die philologische Arbeit beschränkte, war Zwingli auch für die Exegese des Textes verantwortlich. Seine Beiträge waren unverzichtbar für die Prophezei, so dass die lectio continua pausierte, während Zwingli im Herbst 1529 beim Marburger Religionsgespräch war. Als Zwingli am 11. Oktober 1531 in der Schlacht bei Kappel fiel, war die Prophezei mit ihrer fortlaufenden Bearbeitung des Alten Testaments bis ins 2. Buch der Chronik gelangt, das im Kanon der Hebräischen Bibel an letzter Stelle steht. Man war somit fast fertig geworden.
Während Zwingli mit der Prophezei die Bibelkenntnisse der ganzen Zürcher Bevölkerung heben wollte, sah sein Nachfolger Heinrich Bullinger sie als eine Schule für angehende Prediger.

## Umbauten und Ortswechsel

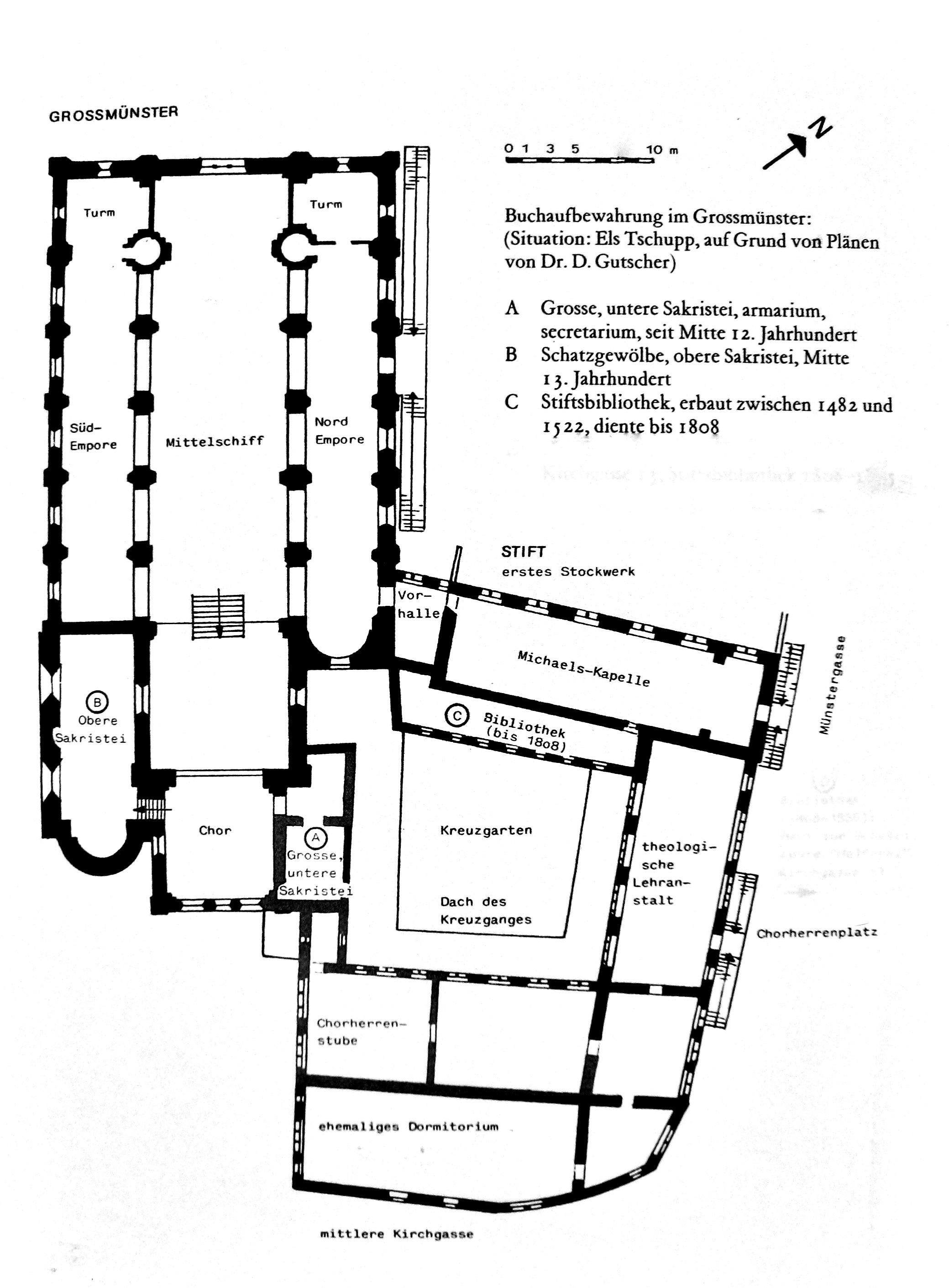
Lageplan des Grossmünsters mit dem ehemaligen Chorherrenstift; am Kreuzgang liegen Bibliothek und Michaelskapelle sowie Chorherrenstube

Bullinger interpretierte die etwa einstündige regelmässige Bibelarbeit der Prophezei als Ersatz für die Stundengebete der Kleriker, die an gleicher Stätte im Chor des Grossmünsters stattfanden, bis der Zürcher Rat sie im Herbst 1525 abschaffte. In gewisser Weise führte die Prophezei die Verbindlichkeit und Gemeinschaft des Chorgebets weiter: «Die reformierten Chorherren, Kapläne und Stipendiaten kommen de facto ebenso obligatorisch zur Schriftauslegung zusammen, wie früher die Chorherren zum Chorgebet hätten kommen müssen».
Über ein Jahr war der Lehrbetrieb im Chor vom Kirchenschiff aus frei einsehbar, aber im Sommer 1526 fand eine grundlegende Umgestaltung statt: Ein Kanzellettner wurde eingezogen, der den Chorraum abtrennte, und dieser wurde symbolträchtig aus den Spolien von Altarplatten und Tabernakeln der ganzen Stadt errichtet. Am Kirchweihfest, dem 11. September 1526 (Tag der Stadtheiligen Felix und Regula) predigte Zwingli erstmals von dieser Kanzel und stand dabei auf der Altarmensa der Predigerkirche, auf der früher das Messopfer gefeiert worden war. Die neue Raumkonzeption interpretierte, so Christoph Sigrist, auch die exegetische Arbeit im Chorraum neu: «Die Kanzel war die Brücke zwischen der Studierstube der Auslegung durch die Theologen und der Verkündigung des ausgelegten Worts Gottes für das Volk.» Indem die Exegeten im Chorraum nun unter sich waren, traten sie die Nachfolge der Stiftsherren an, die ihr Chorgebet auch ohne Beteiligung der Öffentlichkeit zu feiern pflegten und deren Pfründen einige von ihnen bezogen.
Später wurde der Lehrbetrieb aus dem Kirchenraum des Grossmünsters in die Stiftsgebäude verlegt. Er fand im Sommer in der Michaelskapelle, im Winter in der Chorherrenstube statt. Bullinger, der nach Zwinglis Tod 1531 dessen Nachfolge als Zürcher Antistes angetreten hatte, förderte den Wiederaufbau der Stiftsbibliothek, unter anderem durch Ankauf von Zwinglis Privatbibliothek. Sie wurde wie schon die vorreformatorische Stiftsbibliothek im Nordtrakt des Kreuzgangs eingerichtet und war der Michaelskapelle vorgelagert. Lehrende und Lernende der Prophezei konnten sich in der von Pellikan geleiteten Bibliothek bequem mit Literatur versorgen, doch war das Angebot recht unzureichend. Ergänzend wurden deshalb Privatbibliotheken aufgebaut, und es war in Humanistenkreisen üblich, Bücher untereinander zu tauschen.

## Rezeption
Die Zürcher Prophezei war das Vorbild für das nach 1528 eingerichtete Collegium zu Barfüssern (= Hohe Schule)  in Bern, das wiederum für das Schulsystem in Lausanne Modellcharakter hatte. Waren Lateinschulen bis dahin private Einrichtungen gewesen, so wurden nun infolge der Reformation öffentliche Höhere Schulen in der Schweiz gegründet. Die Gründung der Genfer Akademie 1559 leitete dann eine neue Phase des evangelisch-reformierten Bildungswesens ein.